# Дебора Шелтън
Дебора Шелтън (на английски: Deborah Shelton) е американска актриса.

## Биография
Родена е на 21 ноември 1952 в Норфолк, щата Вирджиния. Една от най-запомнящите си роли играе в хитовия сериал „Далас“, като играе там три сезона. През 1984 участва във филм на Брайън Де Палма заедно с Мелани Грифит. Заедно с бившия си съпруг, който е един от собствениците на компанията „Събан“ – част от FOX, пише текстовете и музиката за много детски филмчета, които имат голям успех през 80-те и 90-те години.
През 1970 печели титлата Мис Америка, а по-късно заема второ място в конкурса Мис Вселена. През 1991 и 1992 е и коментатор на тези конкурси.